# Plaza Mayor de Segovia
La Plaza Mayor de Segovia está situada en el casco antiguo de la ciudad de Segovia, Castilla y León, España, en un espacio urbano que reúne las características de una típica plaza mayor y en el que se encuentran algunos monumentos como el ábside de la catedral, el Teatro Juan Bravo o la casa consistorial. 

## Historia
Fue conocida históricamente como plaza de San Miguel, en referencia a la primitiva iglesia de San Miguel que ocupaba originalmente parte del espacio de la actual plaza. Fue en esta plaza de San Miguel donde se celebraba el mercado en la ciudad de Segovia y fue también el lugar en el que Isabel la Católica fue proclamada reina de Castilla el 13 de diciembre de 1474. El templo fue demolido en 1532 y se reconstruyó a unos metros de distancia para permitir el ensanche de la actual Plaza Mayor. A partir de finales del siglo XIX comienza a recibir el nombre de plaza de la Constitución, aunque siempre mantuvo el apelativo de "plaza mayor".

## Características
Tiene forma casi rectangular. La numeración de los edificios comienza en la casa consistorial, siguiendo el sentido de las agujas del reloj, para terminar en el edificio contiguo a la izquierda del consistorio. Preside el centro de la plaza un templete para actuaciones musicales.